# Xã Trelipe, Quận Cass, Minnesota
Xã Trelipe (tiếng Anh: Trelipe Township) là một xã thuộc quận Cass, tiểu bang Minnesota, Hoa Kỳ. Năm 2010, dân số của xã này là 150 người.